# Gisela Burkhardt-Holicki
Gisela Burkhardt-Holicki, geb. Gisela Wolff, (* 17. Mai 1953 in Halle (Saale)) ist eine deutsche Wirtschaftswissenschaftlerin und ehemalige Lokalpolitikerin für Die Linke.
1983 promovierte sie an der Technischen Hochschule Leuna-Merseburg mit der Dissertation Probleme und Lösungsmöglichkeiten für langfristig orientierte Grundfondsreproduktionsentscheidungen der Kombinate auf dem Gebiet der sozialen Infrastruktur. 1989 legte sie die Dissertation B zum Thema Zum Kreislauf und Umschlag der Fonds in sozialistischen Industriebetrieben und -kombinaten vor.  Sie ist als Professorin für Investition und Finanzierung an der Hochschule Harz tätig. Von 2009 bis 2014 gehörte sie (parteilos) für die Partei Die Linke dem Stadtrat von Wernigerode an und bekleidete die Funktion der Vizepräsidentin.
Sie ist die Witwe von Armin Holicki und Mutter zweier Kinder. Seit 2012 trägt sie den Doppelnamen Burkhardt-Holicki.